# Arrondissement di Épernay
L'arrondissement di Épernay è una suddivisione amministrativa francese, situata nel dipartimento della Marna e nella regione del Grand Est.

## Composizione
L'arrondissement di Épernay raggruppa 184 comuni in 11 cantoni:
- cantone di Anglure
- cantone di Avize
- cantone di Ay
- cantone di Dormans
- cantone di Épernay-1
- cantone di Épernay-2
- cantone di Esternay
- cantone di Fère-Champenoise
- cantone di Montmirail
- cantone di Montmort-Lucy
- cantone di Sézanne